# 140 secondi
140 secondi è una serie televisiva italiana prodotta da Cross Productions in collaborazione con Rai Fiction per la piattaforma RaiPlay.

## Trama
Jacopo Alighieri ha quasi 30 anni; spera di trovare un lavoro, una casa e l'amore della sua vita. Questa ricerca porterà a rocambolesche avventure, raccontate in episodi di 140 secondi.

## Episodi
| Episodio    | Titolo             | Descrizione                                                                                  |
| ----------- | ------------------ | -------------------------------------------------------------------------------------------- |
| Episodio 1  | #LavoroDiMerda     | I sette motivi per cui il tuo è un lavoro di merda.                                          |
| Episodio 2  | #AffittoDiCasa     | E tu, hai pagato l'affitto questo mese?                                                      |
| Episodio 3  | #MatrimonioGay     | Il primo matrimonio gay non si scorda mai.                                                   |
| Episodio 4  | #Precario          | Cosa succede quando tuo padre si ritrova disoccupato? Beve.                                  |
| Episodio 5  | #RiunioneDiLavoro  | Perché i colleghi sono sempre peggio di quello che ti aspetti.                               |
| Episodio 6  | #LaDieta           | Parole da non dire mai a tua nonna: mi sono messo a dieta.                                   |
| Episodio 7  | #FestaInMaschera   | Non è mai una buona idea far ubriacare Zorro.                                                |
| Episodio 8  | #LaMiaEx           | In questa città ci sono 243.322 bivi stradali. Ne basta uno per trovarti difronte la tua ex- |
| Episodio 9  | #C'èLaCrisi        | Come combattere la crisi: harakiri aziendale.                                                |
| Episodio 10 | #PrimoAppuntamento | Il linguaggio del corpo non mente mai.                                                       |
| Episodio 11 | #L'Amante          | Dieci anni dalla maturità. E sentirli tutti.                                                 |
| Episodio 12 | #CenaDiClasse      | Totoamante: con chi se la fa tua madre?                                                      |
| Episodio 13 | #SexyBoss          | A un sexy boss non interessano i tuoi problemi personali.                                    |
| Episodio 14 | #LaNotteConLei     | Le cose giuste da dire, da fare, la foto del padre sul comodino. Tutto in una notte.         |
| Episodio 15 | #LaNotteConLui     | Cambiamo punto di vista. Grey's Anatomy, una zitella interiore e una camicetta da 50 euro.   |